# MASARINA (アルバム)
『MASARINA』（マサリナ）は、MASARINAの1枚目のアルバム。1992年4月8日にポニーキャニオンよりリリースされた。鶴久政治と高橋里奈のデュオによる作品。

## 収録曲
全曲　作詞 ：秋元康
1. 終らせないでSunset
  - 作曲：鶴久政治
2. 永遠よりも
  - 作曲：見岳章
3. Still
  - 作曲：岸正之
4. 君にアンコール
  - 作曲：後藤次利
5. 世界で1番近くにいて
  - 作曲：後藤次利
6. 真夜中のスナック
  - 作曲：後藤次利
7. いい人でいられない
  - 作曲：後藤次利
8. Good-Night
  - 作曲：後藤次利
9. Song For You
  - 作曲：鈴木キサブロー
10. 代官山まで
  - 作曲：後藤次利